# 2 tháng 1
Ngày 2 tháng 1 là ngày thứ 2 trong lịch Gregory. Còn 363 ngày trong năm (364 ngày trong năm nhuận).

## Sự kiện
- 366 – Một lượng lớn người Alemanni băng qua sông Rhine đang đóng băng, xâm nhập Đế quốc La Mã.
- 533 – Mercurius trở thành Giáo hoàng Gioan II, ông là vị giáo hoàng đầu tiên nhận tên mới khi trở thành giáo hoàng.
- 1076 – Liêm Châu thất thủ trong Chiến dịch đánh Tống, 1075–1076 của quân Đại Việt.
- 1254 – Quân Mông Cổ dưới quyền Hốt Tất Liệt chiếm kinh thành của Đại Lý, Quốc vương Đoàn Hưng Trí đầu hàng, tức ngày 12 tháng 12 năm Quý Sửu.[1]
- 1776 – Maria Theresia của Áo bãi bỏ tra tấn.
- 1788 – Georgia trở thành bang thứ tư phê chuẩn Hiến pháp Hoa Kỳ.
- 1861 – Wilhelm I trở thành quốc vương của Phổ, kế vị Friedrich Wilhelm IV.
- 1863 – Nội chiến Hoa Kỳ: Trận Stones River kết thúc với chiến thắng của quân miền Bắc.
- 1905 – Chiến tranh Nga–Nhật: Đội quân Nga đồn trú tại Lữ Thuận Khẩu đầu hàng, kết thúc trận chiến dài nhất và bạo lực nhất của cuộc chiến.
- 1942 – Chiến tranh thế giới thứ hai: Quân đội Nhật Bản chiếm được Manila, Philippines.
- 1945 – Chiến tranh thế giới thứ hai: Quân đội Đồng Minh oanh tạc ác liệt Nürnberg, Đức.
- 1963 – Trận Ấp Bắc, lần đầu tiên chiến thuật trực thăng vận, thiết xa vận được sử dụng tại Việt Nam.
- 1967 – Cựu diễn viên Ronald Reagan bắt đầu sự nghiệp trong chính phủ của mình khi tuyên thệ nhậm chức thống đốc thứ 33 của California.
- 1971 – 66 cổ động viên thiệt mạng trong một sự cố xô đẩy sau trận đấu bóng đá giữa hai câu lạc bộ Rangers và Celtic tại Glasgow, Scotland.
- 1982 – Hosni Mubarak thôi giữ chức thủ tướng của Ai Cập, song vẫn tiếp tục nắm giữ chức tổng thống.
- 1989 – Nguyên mẫu máy bay chở khách Tu–204 của Liên Xô tiến hành chuyến bay đầu tiên từ sân bay Ramenskoye.
- 2002 – Eduardo Duhalde được Quốc hội bầu làm tổng thống của Argentina.
- 2004 – Tàu vũ trụ Stardust bay thành công qua sao chổi 81P/Wild, thu thập các mẫu để đưa về Trái Đất.
- 2008 – Giá dầu mỏ tăng kỷ lục, đạt tới mức 100 đô la Mỹ một thùng dầu lần đầu tiên trong lịch sử.
- 2024 – Vụ va chạm trên đường băng sân bay Haneda năm 2024.

## Sinh
- 869 – Thiên hoàng Yōzei của Nhật (m. 949)
- 1642 – Mehmed IV, sultan của Đế quốc Ottoman (m. 1693)
- 1656 – Franz Lefort, đô đốc gốc Thụy Sĩ của Nga, tức 23 tháng 12 năm 1655 theo lịch Julius (m. 1699)
- 1699 – Osman III, sultan của Đế quốc Ottoman (m. 1757)
- 1822 – Nguyễn Phúc Đoan Thận, phong hiệu Tân Hòa Công chúa, công chúa con vua Minh Mạng (m. 1866)
- 1822 – Rudolf Clausius, nhà vật lý học người Đức (m. 1888)
- 1827 – Kraft Karl August zu Hohenlohe–Ingelfingen, tướng lĩnh và nhà văn người Đức (m. 1892)
- 1837 – Mily Alexeyevich Balakirev, nhà soạn nhạc, nghệ sĩ dương cầm người Nga, tức 21 tháng 12 năm 1836 theo lịch Julius (m. 1910)
- 1862 – Đường Thiệu Nghi, nhân vật chính trị, nhà ngoại giao người Trung Quốc, tức 3 tháng 12 năm Tân Dậu (m. 1938)
- 1873 – Têrêsa thành Lisieux, nữ tu sĩ người Pháp (m. 1897)
- 1919 – Đỗ Tất Lợi, nhà dược học người Việt Nam (m. 2008)
- 1920 – Isaac Asimov, nhà hóa sinh học, nhà văn người Mỹ (m. 1992)
- 1930 – Đặng Hữu, chính trị gia người Việt Nam
- 1932 – Huỳnh Anh (nhạc sĩ) (m. 2013)
- 1935 – Nguyễn Thắng Vu, nhà quản lý xuất bản người Việt Nam (m. 2010)
- 1937 – Đức Hoàn, diễn viên và đạo diễn người Việt Nam (m. 2009)
- 1938 – Goh Kun, chính trị gia người Hàn Quốc, thủ tướng của Hàn Quốc
- 1944 – Norodom Ranariddh, chính trị gia và thành viên vương thất Campuchia, thủ tướng của Campuchia
- 1952 – Ngô Mạnh Đạt, diễn viên người Hồng Kông
- 1968 – Oleg Deripaska, doanh nhân người Nga
- 1975 – Dax Shepard, nam diễn viên Mỹ
- 1976 – Paz Vega, nữ diễn viên Tây Ban Nha
- 1960 – Urasawa Naoki, mangaka người Nhật Bản
- 1981 – Maxi Rodríguez, cầu thủ bóng đá người Argentina
- 1990 – Lý Xuân Ái, diễn viên, ca sĩ người Trung Quốc
- 1990 – Khởi My, ca sĩ người Việt Nam
- 1991 – Davide Santon, cầu thủ bóng đá người Ý

## Mất
- 951 – Lưu Thừa Hựu tức Hậu Hán Ẩn Đế, hoàng đế thứ 2 và cũng là cuối cùng của nhà Hậu Hán thời Ngũ Đại Thập Quốc trong lịch sử Trung Quốc (s. 931).
- 1546 – Myōkyū, phu nhân người Nhật Bản, tức 30 tháng 11 năm Ất Tị (s. 1499)
- 1861 – Friedrich Wilhelm IV, quốc vương của Phổ (s. 1795)
- 1889 – Trương Thị Thận, phong hiệu Thụy tần, phi tần của vua Thiệu Trị, mẹ của vua Hiệp Hòa (s. 1817)
- 1904 – James Longstreet, tướng lĩnh người Mỹ (s. 1821)
- 1913 – Léon Teisserenc de Bort, nhà khí tượng học người Pháp (s. 1855)
- 1953 – Guccio Gucci, nhà thiết kế thời trang người Ý (s. 1881)
- 1973 – Mạnh Phát, ca sĩ, nhạc sĩ nhạc vàng người Việt Nam (s. 1929).
- 2003 – Phạm Khuê, bác sĩ, chính trị gia người Việt Nam (s. 1925).
- 2008 – Galyani Vadhana, công chúa của Thái Lan (s. 1923).
- 2023 – Gioan Hoắc Thành, là một giám mục người Trung Quốc của Giáo hội Công giáo Rôma (s. 1926).